# NGC 6958

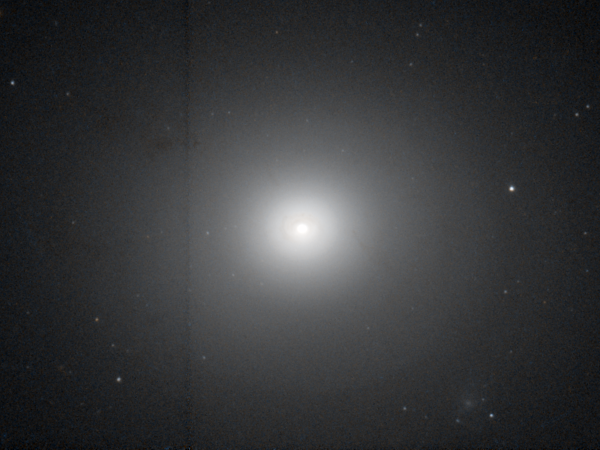
哈伯太空望遠鏡拍攝的NGC 6958。

NGC 6958是一個位於顯微鏡座的漩渦星系，比NGC 6925略小，視星等為+11.3，有一個明亮的核。最大直徑為2.50（91000 SG）角分最低1.9 角分（69000 SG）。大約1.25億光年。在1834年由英國天文學家約翰·赫歇爾發現。